# Olympische Winterspiele 2010/Shorttrack – 1000 m (Frauen)
Der Wettkampf über 1000 m Shorttrack der Frauen bei den Olympischen Winterspielen 2010 wurde am 24. und 26. Februar 2010 im Pacific Coliseum ausgetragen.
Olympiasiegerin wurde die Chinesin Wang Meng vor der US-Amerikanerin Katherine Reutter und Park Seung-hi aus Südkorea.

## Rekorde

### Bestehende Rekorde
| Weltrekord         | Wang Meng     | 1:29,495 min | Harbin         | 15. März 2008    |
| Olympischer Rekord | Yang Yang (A) | 1:31,235 min | Salt Lake City | 23. Februar 2002 |

### Neue Rekorde
| Olympischer Rekord | Katherine Reutter | 1:30,508 min | Vancouver | 24. Februar 2010 |
| Weltrekord         | Zhou Yang         | 1:29,049 min | Vancouver | 26. Februar 2010 |

## Ergebnisse
Q – Qualifikation für die nächste Runde
ADV – Advanced
DSQ – Disqualifikation

### Vorläufe
| Rang | Lauf | Athletin            | Land               | Zeit (min) | Anmerkungen |
| ---- | ---- | ------------------- | ------------------ | ---------- | ----------- |
| 1    | 1    | Park Seung-hi       | Südkorea           | 1:31,885   | Q           |
| 2    | 1    | Tania Vicent        | Kanada             | 1:37,561   | Q           |
| 3    | 1    | Allison Baver       | Vereinigte Staaten | —          | DSQ         |
| 4    | 1    | Jorien ter Mors     | Niederlande        | —          | DSQ         |
| 1    | 2    | Kalyna Roberge      | Kanada             | 1:31,033   | Q           |
| 2    | 2    | Bernadett Heidum    | Ungarn             | 1:31,125   | Q           |
| 3    | 2    | Elise Christie      | Großbritannien     | 1:31,363   |             |
| 4    | 2    | Kateřina Novotná    | Tschechien         | 1:45,300   |             |
| 1    | 3    | Tatjana Borodulina  | Australien         | 1:32,509   | Q           |
| 2    | 3    | Mika Ozawa          | Japan              | 1:32,577   | Q           |
| 3    | 3    | Cecilia Maffei      | Italien            | 1:32,615   |             |
| 4    | 3    | Liesbeth Mau-Asam   | Niederlande        | —          | DSQ         |
| 1    | 4    | Jessica Gregg       | Kanada             | 1:32,565   | Q           |
| 2    | 4    | Arianna Fontana     | Italien            | 1:32,640   | Q           |
| 3    | 4    | Veronika Windisch   | Österreich         | 1:32,775   |             |
| 4    | 4    | Ewgenija Radanowa   | Bulgarien          | 1:32,829   |             |
| 1    | 5    | Katherine Reutter   | Vereinigte Staaten | 1:30,508   | Q, OR       |
| 2    | 5    | Sun Linlin          | China              | 1:30,629   | Q           |
| 3    | 5    | Ayuko Itō           | Japan              | 1:31,137   |             |
| 4    | 5    | Nina Jewtejewa      | Russland           | 1:31,302   |             |
| 1    | 6    | Cho Ha-ri           | Südkorea           | 1:35,953   | Q           |
| 2    | 6    | Stéphanie Bouvier   | Frankreich         | 1:36,199   | Q           |
| 3    | 6    | Biba Sakurai        | Japan              | 1:36,416   |             |
| 4    | 6    | Walerija Potjomkina | Russland           | 1:36,438   |             |
| 1    | 7    | Wang Meng           | China              | 1:30,958   | Q           |
| 2    | 7    | Annita van Doorn    | Niederlande        | 1:31,516   | Q           |
| 3    | 7    | Kimberly Derrick    | Vereinigte Staaten | 1:31,663   |             |
| 4    | 7    | Han Yueshuang       | Hongkong           | 1:38,115   |             |
| 1    | 8    | Zhou Yang           | China              | 1:30,781   | Q           |
| 2    | 8    | Paula Bzura         | Polen              | 1:31,338   | Q           |
| 3    | 8    | Aika Klein          | Deutschland        | 1:58,857   | ADV         |
| 4    | 8    | Erika Huszár        | Ungarn             | —          | DSQ         |

### Viertelfinale
| Rang | Lauf | Athletin           | Land               | Zeit (min) | Anmerkungen |
| ---- | ---- | ------------------ | ------------------ | ---------- | ----------- |
| 1    | 1    | Park Seung-hi      | Südkorea           | 1:30,769   | Q           |
| 2    | 1    | Kalyna Roberge     | Kanada             | 1:31,479   | Q           |
| 3    | 1    | Annita van Doorn   | Niederlande        | 1:32,067   |             |
| 4    | 1    | Mika Ozawa         | Japan              | 1:32,183   |             |
| 1    | 2    | Zhou Yang          | China              | 1:29,849   | Q           |
| 2    | 2    | Jessica Gregg      | Kanada             | 1:30,207   | Q           |
| 3    | 2    | Bernadett Heidum   | Ungarn             | 1:30,313   |             |
| 4    | 2    | Stéphanie Bouvier  | Frankreich         | 1:30,420   |             |
| 1    | 3    | Katherine Reutter  | Vereinigte Staaten | 1:29,955   | Q           |
| 2    | 3    | Cho Ha-ri          | Südkorea           | 1:30,543   | Q           |
| 3    | 3    | Sun Linlin         | China              | 1:30,589   |             |
| 4    | 3    | Aika Klein         | Deutschland        | 1:51,552   |             |
| 5    | 3    | Tania Vicent       | Kanada             | —          | DSQ         |
| 1    | 4    | Wang Meng          | China              | 1:32,267   | Q           |
| 2    | 4    | Tatjana Borodulina | Australien         | 1:32,465   | Q           |
| 3    | 4    | Arianna Fontana    | Italien            | 1:32,472   |             |
| 4    | 4    | Paula Bzura        | Polen              | 1:32,662   |             |

### Halbfinale
QA – Qualifikation für das A-Finale
QB – Qualifikation für das B-Finale
| Rang | Lauf | Athletin           | Land               | Zeit (min) | Anmerkungen |
| ---- | ---- | ------------------ | ------------------ | ---------- | ----------- |
| 1    | 1    | Zhou Yang          | China              | 1:29,049   | QA, WR      |
| 2    | 1    | Park Seung-hi      | Südkorea           | 1:29,165   | QA          |
| 3    | 1    | Tatjana Borodulina | Australien         | 1:29,663   | QB          |
| 4    | 1    | Jessica Gregg      | Kanada             | 1:33,139   | QB          |
| 1    | 2    | Katherine Reutter  | Vereinigte Staaten | 1:30,568   | QA          |
| 2    | 2    | Wang Meng          | China              | 1:30,573   | QA          |
| 3    | 2    | Kalyna Roberge     | Kanada             | 1:30,736   | QB          |
| 4    | 2    | Cho Ha-ri          | Südkorea           | 1:30,792   | QB          |

### B-Finale
| Rang | Athletin           | Land       | Zeit (min) | Anmerkungen |
| ---- | ------------------ | ---------- | ---------- | ----------- |
| 5    | Cho Ha-ri          | Südkorea   | 1:31,932   |             |
| 6    | Kalyna Roberge     | Kanada     | 1:32,122   |             |
| 7    | Jessica Gregg      | Kanada     | 1:32,333   |             |
| 8    | Tatjana Borodulina | Australien | 1:32,661   |             |

### A-Finale
| Rang | Athletin          | Land               | Zeit (min) | Anmerkungen |
| ---- | ----------------- | ------------------ | ---------- | ----------- |
| 1    | Wang Meng         | China              | 1:29,213   |             |
| 2    | Katherine Reutter | Vereinigte Staaten | 1:29,324   |             |
| 3    | Park Seung-hi     | Südkorea           | 1:29,379   |             |
| 4    | Zhou Yang         | China              | —          | DSQ         |